# Ceriporia alania
Ceriporia alania är en svampart som beskrevs av Gilb. & Hemmes 2004. Ceriporia alania ingår i släktet Ceriporia och familjen Phanerochaetaceae.   Inga underarter finns listade i Catalogue of Life.